# Resolutie 1301 Veiligheidsraad Verenigde Naties
Resolutie 1301 van de Veiligheidsraad van de Verenigde Naties werd op 31 mei 2000 aangenomen door de VN-Veiligheidsraad. Twaalf leden van de Raad stemden voor, Namibië stemde tegen en Jamaica en Mali onthielden zich.

## Achtergrond
Begin jaren 1970 ontstond een conflict tussen Spanje, Marokko, Mauritanië en de Westelijke Sahara zelf over de Westelijke Sahara, een gebied dat tot dan toe in Spaanse handen was. Marokko legitimeerde zijn aanspraak op basis van historische banden met het gebied. Nadat Spanje het gebied opgaf bezette Marokko er twee derde van. Het land is nog steeds in conflict met Polisario, dat met steun van Algerije de onafhankelijkheid blijft nastreven. 
Begin jaren 1990 kwam een plan op tafel om de bevolking van de Westelijke Sahara via een volksraadpleging zelf te laten beslissen over de toekomst van het land. Het was de taak van de VN-missie MINURSO om dat referendum op poten te zetten. Het plan strandde later echter door aanhoudende onenigheid tussen de beide partijen waardoor ook de missie nog steeds ter plaatse is.

## Inhoud
De Veiligheidsraad:
- Herinnert aan al zijn vorige resoluties over de Westelijke Sahara; in het bijzonder de resoluties 1108 en 1292.
- Herinnert ook aan het Verdrag inzake Veiligheid van VN- en Aanverwant Personeel.
- Verwelkomt inspanningen van de VN om vredeshandhavers te sensibiliseren voor aids en andere ziekten.
- Verwelkomt het rapport van de secretaris-generaal en de inspanningen van zijn Speciale Gezant.
- Blijft MINURSO steunen om het VN-plan uit te voeren en een volksraadpleging over zelfbeschikking te houden.

1. Beslist MINURSO's mandaat te verlengen tot 31 juli in de verwachting dat de partijen met concrete voorstellen komen om de problemen met de uitvoering van het VN-plan op te lossen.
2. Vraagt de secretaris-generaal de situatie voor het einde van dit mandaat te beoordelen.
3. Besluit op de hoogte te blijven.

## Verwante resoluties
- Resolutie 1282 Veiligheidsraad Verenigde Naties (1999)
- Resolutie 1292 Veiligheidsraad Verenigde Naties
- Resolutie 1309 Veiligheidsraad Verenigde Naties
- Resolutie 1324 Veiligheidsraad Verenigde Naties

Lijst ·  1285 ·  1286 ·  1287 ·  1288 ·  1289 ·  1290 ·  1291 ·  1292 ·  1293 ·  1294 ·  1295 ·  1296 ·  1297 ·  1298 ·  1299 ·  1300 ·  1301 ·  1302 ·  1303 ·  1304 ·  1305 ·  1306 ·  1307 ·  1308 ·  1309 ·  1310 ·  1311 ·  1312 ·  1313 ·  1314 ·  1315 ·  1316 ·  1317 ·  1318 ·  1319 ·  1320 ·  1321 ·  1322 ·  1323 ·  1324 ·  1325 ·  1326 ·  1327 ·  1328 ·  1329 ·  1330 ·  1331 ·  1332 ·  1333 ·  1334